# João da Silveira (capitão de Ceilão)
João da Silveira foi um fidalgo e militar do século XVI, 1.º capitão do Ceilão português de janeiro a setembro de 1518. (Não deve ser confundido com um seu primo e contemporâneo, também chamado João da Silveira, que coincidiu com ele por um periodo de serviço militar na Ásia, e depois fez carreira como embaixador em França).

## Biografia
Era sobrinho do governador da Índia, Lopo Soares de Albergaria, que tinha viajado para a ilha de Ceilão nos finais de 1517, com o propósito de fazer edificar em Colombo uma fortaleza, tal como fora ordenado pelo Rei D. Manuel I. 
João da Silveira chegou a Colombo em janeiro de 1518, comandando uma frota de quatro velas, de que também eram capitães João Fialho, Tristão Barbuda e João Moreno. O governador Lopo Soares ficou "muito satisfeito" com a chegada do sobrinho, pois tinha plena confiança nele, podendo assim deixar Ceilão e regressar a Cochim, como era seu desejo. Nomeou para o cargo de capitão do mar António Miranda de Azevedo, que, como Silveira, era considerado "fidalgo de bom nome, tal como muitos naquele tempo havia"; e em Colombo deixou também 100 homens na guarnição, com armas, munições e mantimentos.
A tentativa de construir uma fortaleza em Colombo deparou-se desde o início com a oposição de forças militares cingalesas, com apoio do Samorim de Calicute. Isto, apesar das garantias que haviam sido dadas a Lopo Soares pelo Rei de Cota de que não haveria impedimento à edificação do Forte. Porém, como as garantias tinham sido obtidas sob coação, em resultado direto da constante pressão aplicada pelo governador português sobre o soberano de Cota, é provável que João da Silveira e a sua guarnição estivessem bem preparados para sofrer ataques.
A ofensiva cingalesa contra a fortaleza, com o apoio de oito galés e respectivas tripulações, vindas da costa do Malabar por ordem do Samorim de Calicute, deu-se em junho de 1518. Apesar da sua inferioridade numérica face ao inimigo, as forças portuguesas comandadas por Silveira conseguiram resisitir com sucesso aos ataques e fazer no final um contra-ataque de surpresa, que pôs as forças adversárias em fuga. Após os combates, Silveira ordenou a edificação de um Padrão com a seguinte inscrição:
"Neste lugar alcançaram 40 portugueses a vitória sobre 3.000 inimigos convocados da ilha pelos mouros [malabares]; os quais foram postos em fugida, e mortos. A Deus se dêem as graças desta Ventura, que fôra indecente louvor, quando se atribuíra às forças humanas. Vinte de Junho de 1518".
O chefe das forças malabares, ferido nos combates, regressou à Índia no início de setembro, enquanto o soberano de Cota enviou a Silveira representantes seus, para garantir que só o facto de andar "ocupado em negócios que o distraíram" tinha permitido que facções cingalesas houvessem apoiado os ataques desferidos contra a fortaleza pelas forças vindas do Malabar. João da Silveira suspeitava que havia sido o próprio Rei de Cota a pedir essa intervenção militar de Calicute; porém, "por não ter ordem do governador [da Índia] para romper com ele, respondeu com muita dissimulação".
Alguns dias depois, chegou a Colombo, com "nova forma de governo" (ou seja, poderes formais de capitão), Lopo de Brito, acompanhado de 400 homens, incluindo pedreiros e carpinteiros, com vista a avançar na construção da fortaleza. 